# Фернандес, Бибиана
Бибиа́на Ферна́ндес Чи́ка (исп. Bibiana Fernández Chica; род. 13 февраля 1954, 	Танжер, Международная зона Танжер, также известная как Биби Андерсен (исп. Bibi Ándersen) — испанская актриса и певица. Родилась как Мануэль Фернандес Чика, и лишь в зрелом возрасте решилась пройти курс гормональной терапии. Актриса завершила трансгендерный переход в 1991 году и сменила имя на Бибиана в 1994 году, избрав псевдоним в честь знаменитой шведской киноактрисы Биби Андерсон.

## Биография
В 1970-х годах Биби Андерсен выступала на телевидении, известность ей принесла роль в нашумевшем фильме Висенте Аранды «Смена пола» (1976). В 1980-х годах стали хитами её песни Call me Lady Champagne (1980) и Sálvame (1980). С этого времени активно снималась у Педро Альмодовара и других известных испанских режиссёров (Пилар Миро, Фернандо Труэбы, Гонсало Суареса, Алекса де ла Иглесии). Ведёт передачи на телевидении и по радио.

## Избранная фильмография
- Смена пола (1976, Висенте Аранда)
- Самая прекрасная ночь (1984, Мануэль Гутьеррес Арагон)
- Трейлер для любителей запретного (1985, Педро Альмодовар, телефильм)
- Матадор (1986, П.Альмодовар)
- Закон желания (1987, П.Альмодовар)
- Грести по ветру (1988, Г.Суарес)
- Высокие каблуки (1991, П.Альмодовар)
- Операция «Мутанты» (1993, Алекс де ла Иглесия)
- Кика (1993, П.Альмодовар)
- Это не просто любовь, это безумие (1996, Альфонсо Альбасете, Мигель Бардем, Давид Менкес)
- Атомная сила (1998, Альфонсо Альбасете)
- Кровь — красного цвета (2004, Кристиан Молина)